# Lescherolles
Lescherolles ist eine französische Gemeinde mit 450 Einwohnern (Stand 1. Januar 2022) im Département Seine-et-Marne in der Region Île-de-France. Sie gehört zum Arrondissement Provins und zum Kanton Coulommiers.
Die Einwohner werden Lescherollais(es) genannt.

## Geographie
Die Gemeinde Lescherolles liegt etwa 4,5 Kilometer südöstlich von La Ferté-Gaucher, 25 Kilometer östlich von Coulommiers, 22 Kilometer nördlich von Provins und 80 Kilometer östlich von Paris.

## Bevölkerungsentwicklung
| Jahr      | 1936 | 1946 | 1954 | 1962 | 1968 | 1975 | 1982 | 1990 | 1999 | 2006 | 2014 |
| Einwohner | 255  | 226  | 280  | 273  | 291  | 264  | 300  | 372  | 418  | 462  | 482  |

## Sehenswürdigkeiten
- Pfarrkirche Notre-Dame-de-la-Nativité (Monument historique)

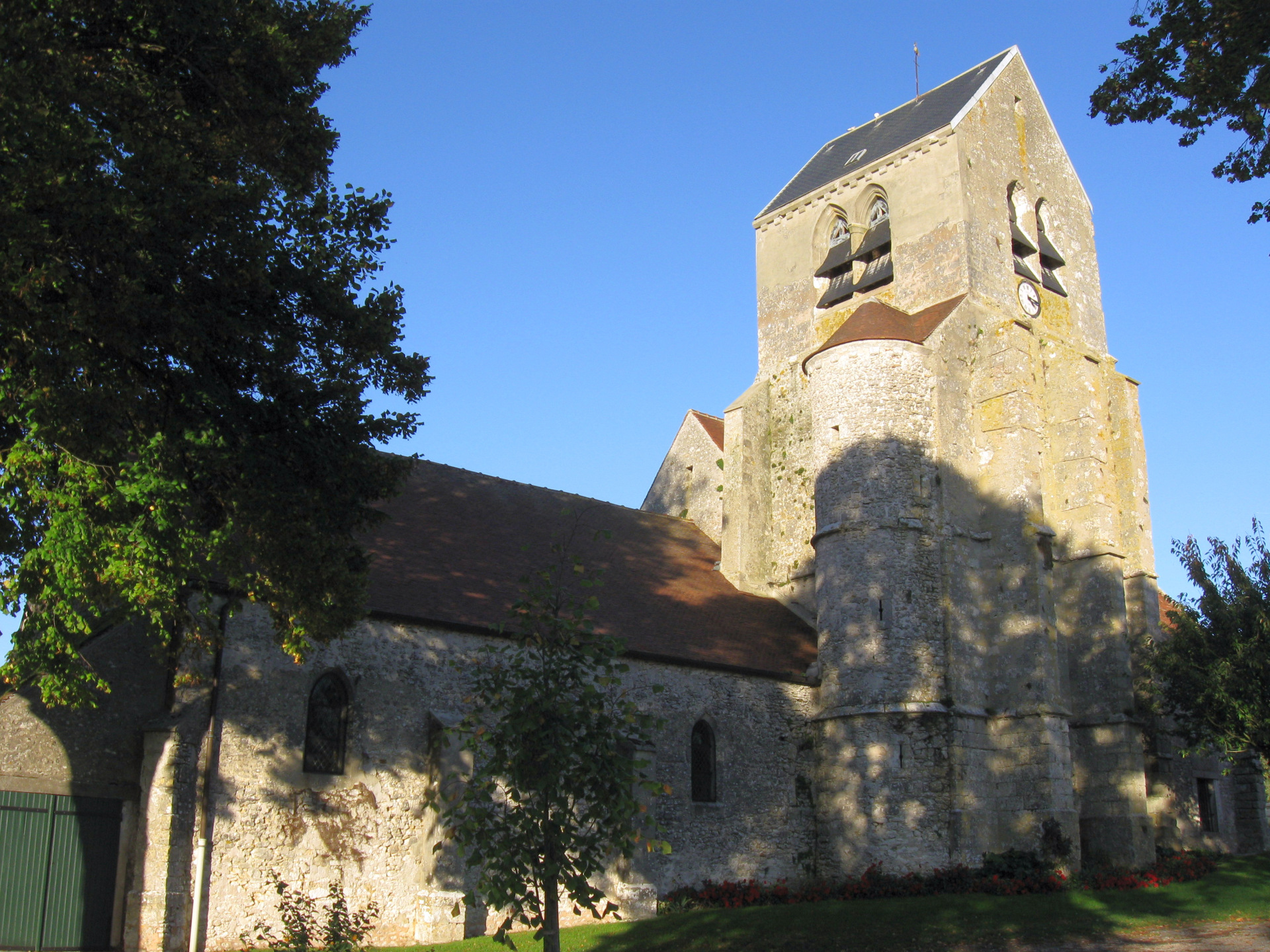
Kirche Notre-Dame-de-la-Nativité

- Schloss